# Owain Glyndŵr
Owain Glyndŵr /ˈoʊain ɡlɨ̞nˈduːr/, anglificado por William Shakespeare como Owen Glendower (1349 o 1359-1416) y coronado como Owain IV de Gales fue el último galés nativo que ostentó el título de Príncipe de Gales. Instigó una revuelta galesa de larga duración contra la dominación inglesa de Gales, pero en última instancia fallida.
Owain Glyndŵr era descendiente de los príncipes del reino de Powys por parte de su padre, Gruffydd Fychan II Tywysog, hereditario de Powys Fadog y Señor de Glyndyfrdwy, y de los príncipes del reino de Deheubarth por parte de su madre Elen ferch Tomas ap Llywelyn. El 16 de septiembre de 1400, Glyndŵr instigó una revuelta en Gales contra el dominio del rey Enrique IV de Inglaterra. Aunque inicialmente tuvo éxito, el alzamiento fue finalmente sofocado. Owain Glyndŵr fue visto por última vez en 1412 y nunca fue capturado ni aceptó los perdones reales, ni fue traicionado por sus seguidores. Sus años finales constituyen un misterio.
Owain Glyndŵr constituye una destacada figura de la cultura popular de Gales e Inglaterra, inmortalizado por William Shakespeare en su obra Enrique IV (como “Owen Glendower”), un hombre salvaje y exótico gobernado por la magia y las emociones («cuando nací el cielo estaba cubierto de salvajes formas, de nubes ardientes y los fundamentos de la propia tierra temblaron como un hombre cobarde» –Enrique IV, Parte 1, Acto 3, Escena 1). A finales del siglo XIX el movimiento nacionalista Young Wales lo consideró el padre del nacionalismo galés, revisando su imagen histórica como un líder local y mediante los relatos populares convirtiéndolo en un héroe nacional de Gales junto al legendario Rey Arturo.
En el año 2000 se realizaron celebraciones por todo Gales para conmemorar el 600.º aniversario de la revuelta de Owain Glyndŵr. En el año 2002 quedó en el puesto 23 como uno de los 100 británicos más grandes de la Historia.

## Primeros años

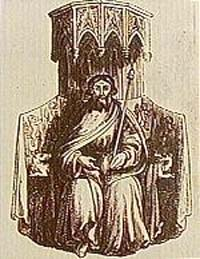
Owain Glyndŵr.

Localización de Gales en el moderno Reino Unido.

Owain Glyndŵr nació hacia 1359 (algunos autores consideran que en 1354), en el seno de una próspera familia terrateniente, que formaba parte de la gentry anglo-galesa de las Marcas Galesas (la frontera entre Gales e Inglaterra) en el nordeste de Gales. Su clase social ocupaba un lugar intermedio en la sociedad, desenvolviéndose tanto entre galeses como entre ingleses, ocupando posiciones importantes como Señores de las Marcas en el reino de Inglaterra y como uchelwyr –nobles galeses que descendían de la nobleza anterior a la conquista inglesa- en la sociedad galesa tradicional. Su padre era Gruffydd Fychan II, Tywysog hereditario de Powys Fadog y Señor de Glyndyfrdwy, que murió en algún momento antes de 1370 dejando a su esposa Elen ferch Tomas ap Llywelyn de Deheubarth viuda. Owain era muy joven en ese momento y probablemente tuvo un hermano mayor llamado Madog que habría muerto anteriormente.
El joven Owain ap Gruffydd fue educado en la casa de David Hanmer, un hombre de leyes que se convertiría en juez de Kings Bench. Posteriormente Owain fue enviado a Londres a estudiar leyes en Inns of Court. Probablemente estudió como aprendiz durante siete años, lo suficiente para obtener un buen conocimiento judicial como terrateniente pero no para convertirse en un oficial de justicia. Posiblemente se encontraba en Londres durante la revuelta de los campesinos de 1381. En 1383 regresó a Gales, donde se casó con la hija de David Hanmer, Margaret, con la que tuvo una gran familia y se estableció como Escudero de Sycharth y Glyndyfrdwy con todas las responsabilidades asociadas.
Owain Glyndŵr entró al servicio del rey en 1384, cuando asumió tareas de guarnición a las órdenes de Sir Gregory Sails en la frontera entre Inglaterra y Escocia en Berwick-on-Tweed. En 1385 entró en combate bajo las órdenes del rey Ricardo II de Inglaterra, en las guerra contra Francia y ese mismo año también sirvió bajo las órdenes de Juan de Gante nuevamente en la frontera escocesa. En 1386 fue llamado a testificar en el juicio de Scrope vs. Grosvenor en Chester. En el año 1387 se encontraba en el sudeste de Inglaterra al servicio del conde de Arundel, donde participó en una batalla para rechazar una flota hispano-flamenca que trataba de desembarcar en la costa de Kent. A la muerte de su suegro, Sir David Hanmer a finales de 1387, fue armado caballero por el rey Ricardo y regresó a Gales para hacerse cargo de sus propiedades. Posiblemente estuvo junto a Henry Bolingbroke (futuro Enrique IV de Inglaterra), hijo de Juan de Gante en la Batalla de Radcot Bridge en diciembre de 1387. Entre 1385-1387 tuvo una intensa experiencia militar en diversos escenarios y participó en algunas maniobras importantes.
Desde 1387 el rey Ricardo II se encontró cada vez más distraído por su crecientes conflicto con la nobleza. Las oportunidades de ascenso de Owain Glyndŵr se vieron limitadas por la muerte de Sir Gregory Sais en 1390 y el alejamiento de la corte del Conde de Arundel, sus principales aliados políticos, por lo que se dedicó a administrar sus propiedades en Gales, viviendo tranquilamente durante varios años. El bardo Iolo Goch (“Iolo el Rojo”), un noble galés, lo visitó a menudo durante la década de 1390 y dedicó varias de sus composiciones a Owain, alabando su generosidad y honestidad “Raro era ver allí [en su casa]/una cerradura o un cerrojo].

## Hermanos
Los nombres y el número de hermanos de Owain Glyndwr no se conocen con exactitud. A continuación se relacionan los datos que dejó el Caballero J Y W Lloyd:
- Tudur, Señor de Gwyddelwern, nacido alrededor de 1362, fallecido el 11 de marzo de  1405 en una batalla de Brecknockshire, en las guerras de su hermano.
- Gruffudd que tenía una hija y heredera, Eva.
- Lowri, también escrito como Lowry, se casó con Robert Puleston de Emral.
- Isabel se casó con Adda ap Iorwerth Ddu de Llys Pengwern.
- Morfudd se casó con Sir Richard Croft de Croft Castle, Herefordshire y, en segundo lugar, David ab Ednyfed Gam de Llys Pengwern.
- Gwenllian.

Tudur, Isabel y Lowri se dan como sus hermanos por el profesor RR Davies. Eso Owain Glyndŵr tenía otro hermano que probablemente fuese Gruffudd. Además, posiblemente tuvo un tercero, Maredudd.

## La caída de Ricardo II

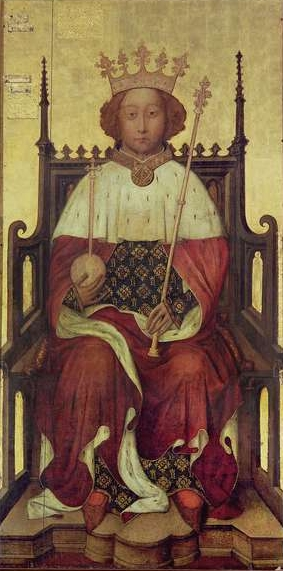
Ricardo II de Inglaterra.

A finales de la década de 1390, se produjeron una serie de acontecimientos que empujaron a Owain Glyndŵr a la rebelión. Durante estos años el rey Ricardo II había iniciado un atrevido plan para consolidar el dominio de la corona sobre el reino y destruir el poder de los nobles que constantemente amenazaban su autoridad. Como parte de este plan, Ricardo comenzó a concentrar su base de poder en el sudeste de Inglaterra y Londres para crear un nuevo principado en torno al condado de Cheshire y sistemáticamente crear una amplia estructura de poder a partir de Gales, que durante esta época era gobernado por un grupo disperso de señores feudales semiautónomos, obispos, condes y oficiales bajo el dominio real directo. Ricardo eliminó a sus rivales y se apoderó de sus tierras o se las entregó a sus favoritos. En el proceso elevó a una serie de nobles galeses para que ocuparan la estructura de los nuevos feudos. Para estos individuos favorecidos, los últimos años del reinado de Ricardo II fueron una época de oportunidades. En contraste, los nobles ingleses consideraban que el rey estaba peligrosamente fuera de su control.
En el año 1399 Henry Bolingbroke, heredero del ducado de Lancaster, regresó de su exilio para reclamar sus tierras. Enrique reunió un ejército y marchó para enfrentarse con el rey. Ricardo II se apresuró a regresar de Irlanda para negociar con su rival. Se reunieron en Gales en el castillo Conwy, para discutir la restitución de las tierras de Henry. Independientemente de las intenciones iniciales de cada uno, Ricardo II terminó siendo arrestado, depuesto y encarcelado, primero en Chester y posteriormente en el castillo Pontefract en el oeste de Yorkshire. El parlamento inglés proclamó a Henry Bolingbroke regente y posteriormente rey. Ricardo II murió en extrañas circunstancias en el castillo Pontefract, poco después del fracaso de una revuelta de sus partidarios entre la nobleza del reino, pero su muerte no fue hecha pública hasta pasado un tiempo. En Gales, nobles como Owain tuvieron que redefinir su lealtad por primera vez en mucho tiempo. Tradicionalmente los galeses habían sido partidarios del rey Ricardo II, que había sucedido a su padre el Príncipe Negro, como Príncipe de Gales. La caída de Ricardo II también significó que las oportunidades de ascenso de los nobles galeses se vieron reducidas. Muchos estaban inquietos ante el incierto futuro.

### La disputa con el Barón de Grey
La revuelta galesa comenzó por la diputa entre Owain Glyndŵr y sus vecinos ingleses, los De Grey de Ruthin o Dyffryn Clwyd (en galés), una familia de terratenientes ingleses con posesiones en Gales y con una reputación anti-galesa. Las disputas territoriales entre la familia de Owain y sus vecinos se habían prolongado a lo largo de todo el siglo. En 1399 Owain había apelado al parlamento inglés para que resolviera el litigio y había ganado. Sin embargo, con el ascenso al poder de Enrique IV de Inglaterra, el Barón Reginald Grey –amigo del nuevo monarca- utilizó su influencia para que la decisión judicial fuera anulada. Owain apeló. Su apelación fue rechazada sin siquiera haber sido escuchada ante el parlamento. Además el Barón de Grey hizo que Owain recibiera una petición real para unirse a la campaña de Enrique IV contra los escoceses. Técnicamente, como vasallo del rey inglés, Owain estaba obligado a proporcionar tropas al monarca como había hecho en el pasado. Sin embargo, De Grey demoró la entrega a Owain de la petición real, facilitando que el galés fuera acusado de traición por el rey, que confiscó sus propiedades y ordenó a Reginald Grey que se encargara del noble galés. De Grey se propuso eliminar a su rival y Owain decidió rebelarse.

## La Revuelta Galesa, 1400–1415

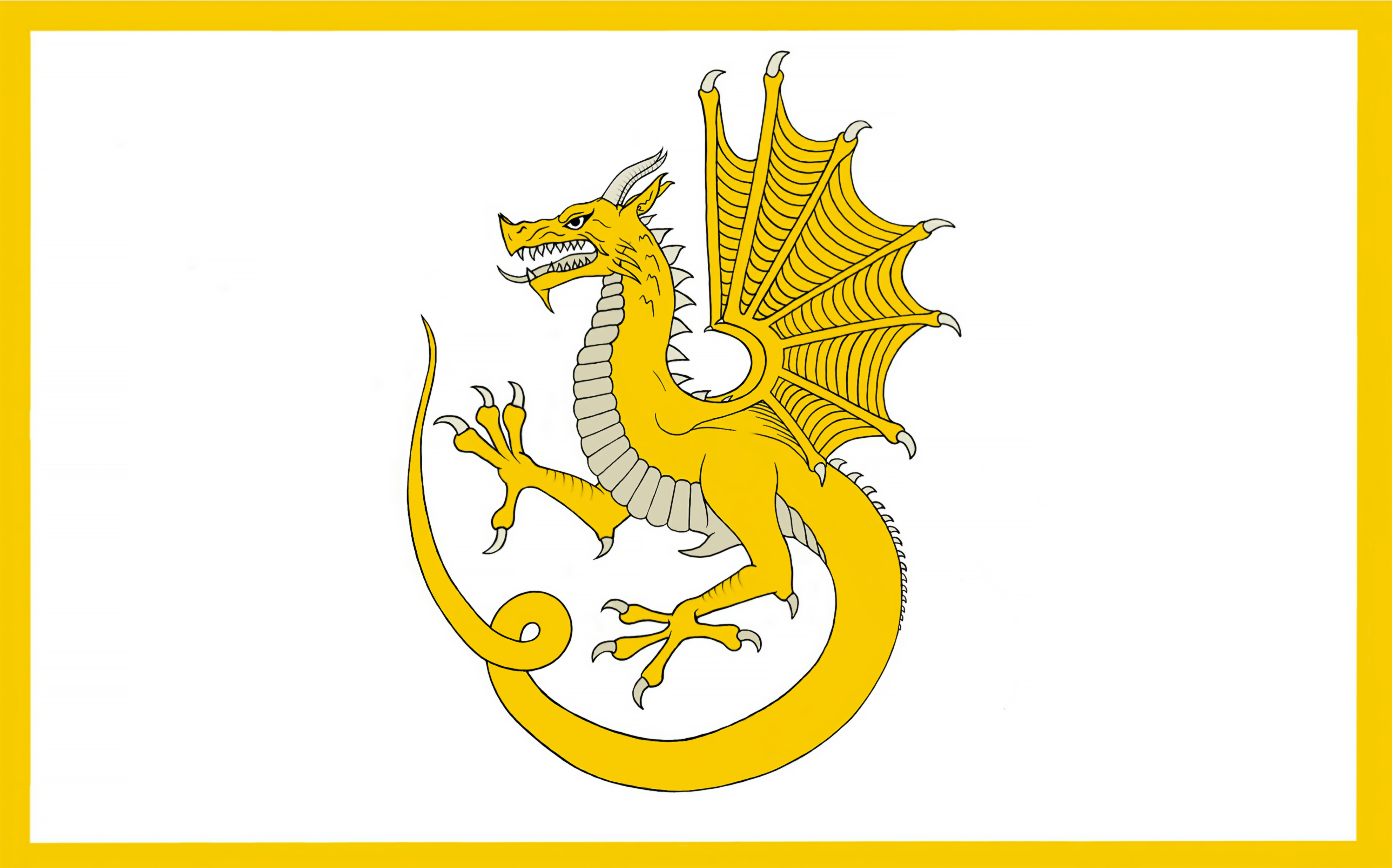
c.1400 - c.1416 'Y Ddraig Aur' (El Dragón Dorado), bandera real de Owain Glyndŵr, Príncipe de Gales, alzada sobre Caernarfon durante la Batalla de Tuthill en 1401 contra los ingleses.

El 16 de septiembre del año 1400, Owain fue proclamado Príncipe de Gales. Con un pequeño grupo de paridarios entre los que se encontraban su hijo mayor, sus cuñados y el deán de St. Asaph, Owain atacó las posesiones de los Grey. La rebelió se extendió rápidamente por el nordeste de Gales y el 19 de septiembre el castillo Ruthin, fortaleza de los Grey, fue atacado. El 22 de septiembre la ciudad de Oswestry resultó tan dañada por la incursión de Owain que tuvo que ser reconstruida. El día 24 Owain se dirigió hacia el sur, atacó el castillo Powys y saqueó Welshpool. Paralelamente, los hermanos Tudor de Anglesey iniciaron una guerra de guerrillas contra los ingleses. Los Tudor era una destacada familia noble muy vinculada a Ricardo II. Gwilym Tudor y Rhys Tudor habían sido capitanes de arqueros galeses en las campañas de Ricardo en Irlanda, y pronto juraron fidelidad a su primo Owain.
El rey Enrique IV, que se dirigía hacia el norte para invadir Escocia, tuvo que desviarse de su objetivo y el 26 de septiembre se encontraba en Shrewsbury preparado para invadir Gales. En una campaña relámpago, Enrique dirigió su ejército atravesando el norte de Gales, pero fue constantemente azotado por el mal tiempo y los ataques de los guerrilleros galeses. El 15 de octubre se retiró al castillo Shrewsbury.

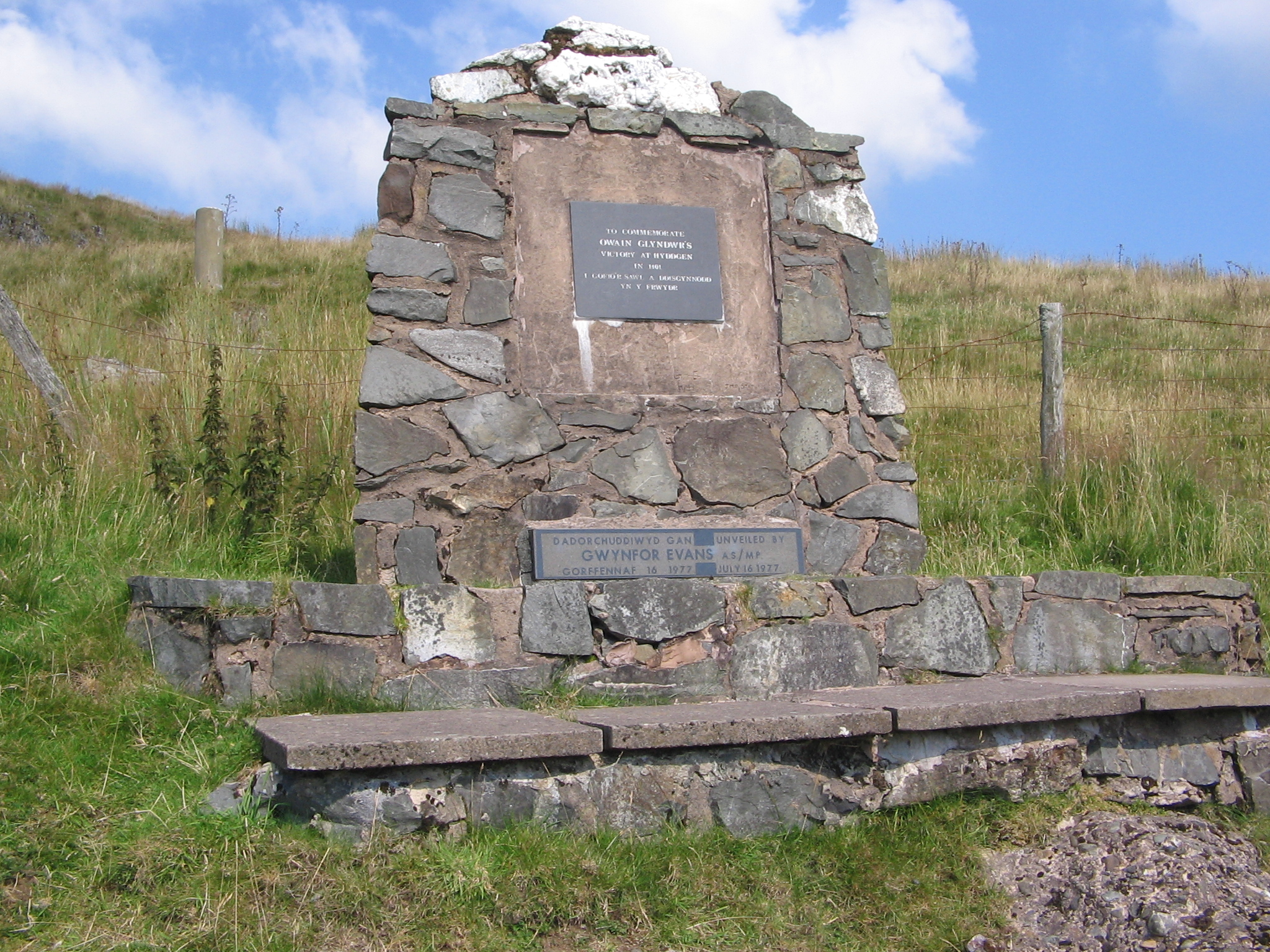
Monumento en memoria de los muertos en la batalla de Mynyd Hyddgen.

En 1401 la revuelta galesa comenzó a extenderse. Gran parte del norte y del centro de Gales se unieron a Owain. Varias ciudades, castillos y ciudades inglesas en el norte fueron atacados. Incluso en el sur en Brecon y Gwent comenzaron a producirse ataques de bandidos y proscritos que se hacían llamar Plant Owain (los Hijos de Owain). El rey Enrique IV encargó a Henry Percy, hijo del Conde de Northumberland, el restablecimiento del orden. Percy emitió una amnistía en marzo para todos los rebeldes que depusieran las armas, exceptuando a Owain y a los hermanos Tudor (antepasados del futuro rey Enrique Tudor). La mayor parte del país pareció tranquilizarse y aceptó pagar los impuestos habituales, pero los Tudor sabían que necesitaban una moneda de cambio para evitar la amenaza que pendía sobre sus cabezas, así que decidieron conquistar el castillo de Conwy. Aunque el castillo estaba defendido tan solo por quince soldados y sesenta arqueros estaba bien aprovisionado y reforzado por mar, y los Tudor sólo contaban con cuarenta hombres. El día de Viernes Santo, que coincidió con el 1 de abril (Día de Inocentes en Inglaterra)- todos los habitantes del castillo excepto cinco estaban reunidos en la iglesia de la ciudad cuando un carpintero apareció en la puerta del castillo, y de acuerdo con el Chronicon de Adam de Usk, fingió haber venido para encargarse de una obra. Una vez dentro, el carpintero atacó a los guardias y dejó la puerta abierta para que sus compañeros pudieran entrar. Aunque Henry Percy llegó apresuradamente con 120 soldados y 300 arqueros, se vio obligado a negociar y amnistió a los Tudor.
Owain también consiguió su primera gran victoria en el campo de batalla. En junio, en Mynydd Hyddgen, en Pumlumon, Owain y 400 de sus hombres derrotaron a un ejército formado por 500 soldados ingleses y flamencos de Pembrokeshire, matando a 200 enemigos y haciendo prisionero al resto. Enrique IV emprendió otra expedición de castigo, destruyendo la abadía de Strata Florida, tras lo cual el mal tiempo obligó a los ingleses a regresar al castillo Hereford sin ninguna victoria decisiva.
Los ingleses percibían que si la revuelta galesa triunfaba inevitablemente terminaría atrayendo a los partidarios del depuesto rey Ricardo y los rumores de rebelión llegaban constantemente. Es posible que ya en 1401, Henry Percy estuviera negociando en secreto una tregua con Owain y otros líderes de la revuelta. Sin embargo, los ingleses promulgaron las leyes penales galesas para fortalecer su dominio. Las leyes codificaban prácticas comunes que habían sido impuestas en las Marcas de Gales durante muchos años, como prohibir a los galeses comprar tierras en Inglaterra, desempeñar cargos públicos en Gales, llevar armas, poseer castillos o fortalezas, o que niños y jóvenes galeses pudieran ser educados o adoptados por los gremios. Además, ningún inglés podría ser condenado por la acusación de un galés, los galeses serían severamente penalizados si se casaban con mujeres inglesas y todas las reuniones públicas serían prohibidas. Estas leyes eran un mensaje claro a los conspiradores galeses. Muchos galeses que habían ascendido socialmente en Inglaterra perdieron sus posiciones y se unieron a la rebelión.
En enero de 1402 Owain consiguió capturar a su enemigo, el Barón Reginald de Grey, en Ruthyn. Lo retuvo durante un año hasta que recibió un sustancioso rescate por parte del rey Enrique IV. En junio de 1402 las fuerzas de Owain se enfrentaron a un ejército dirigido por Sir Edmund Mortimer, tío del Conde de la Marca en la Batalla de Bryn Glas en el centro de Gales. El ejército de Mortimer resultó derrotado y el propio Sir Edmund cayó en manos de los galeses. Owain Glyndŵr aceptó liberar a Edmund Mortimer a cambio de un gran rescate, pero a diferencia de lo acaecido con el Barón de Grey, el rey Enrique IV se negó a pagar. En respuesta al rechazo de su monarca, Sir Edmund negoció una alianza con Owain y se casó con Catrin, una de las hijas de Owain.
También ese mismo año los franceses y bretones ayudaron a los rebeldes galeses en su guerra contra Inglaterra. Los franceses querían utilizar a los galeses de la misma forma que utilizaban a los escoceses como muro de contención de la expansión inglesa. Los corsarios franceses comenzaron a atacar los barcos ingleses en el mar de Irlanda y proporcionaron armas a los galeses. Mercenarios franceses y bretones también estuvieron presentes en los ataques de Owain.

### La revuelta se extiende

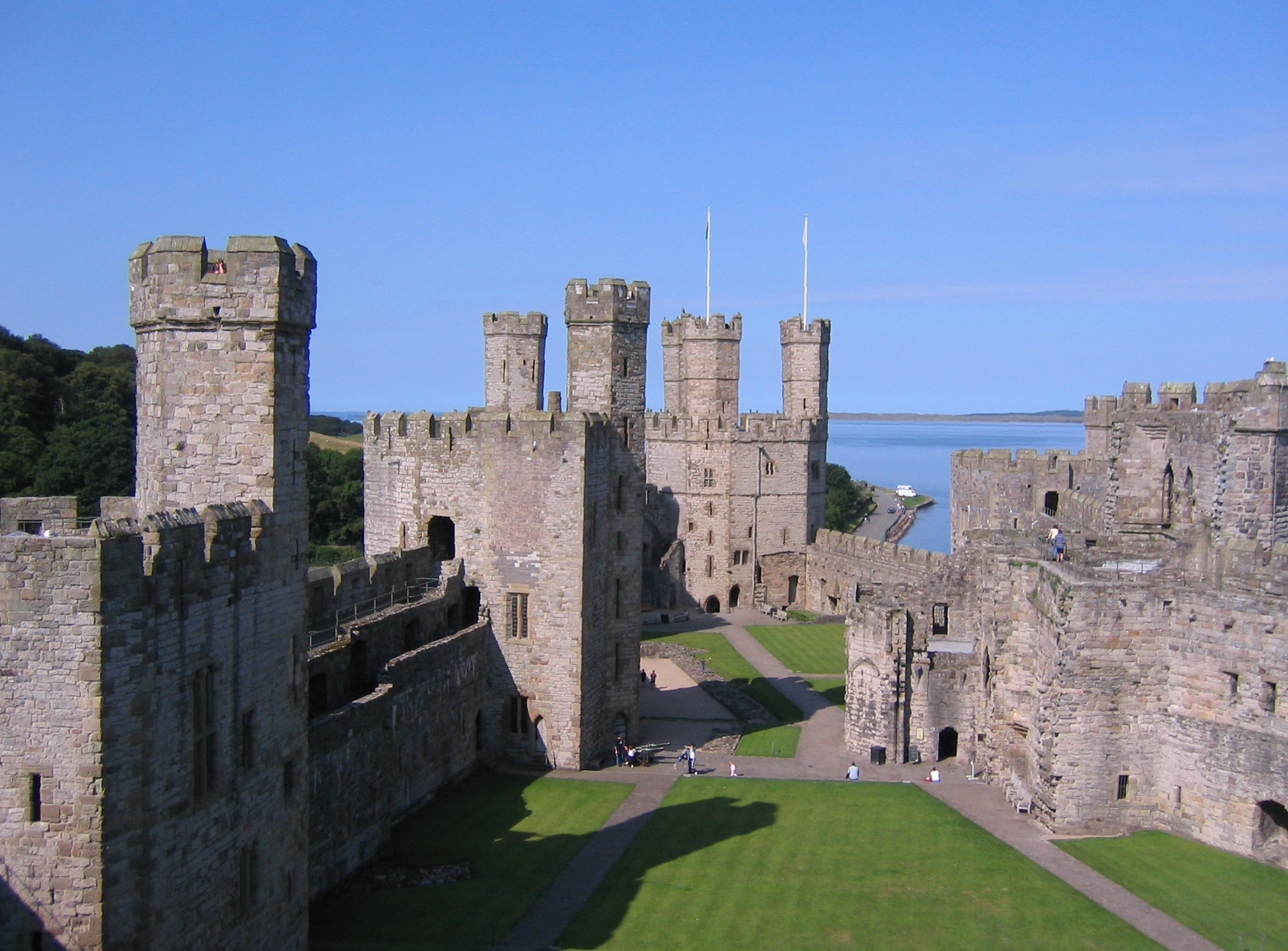
El castillo Caernarfon, asediado por Owain Glyndŵr en 1403.

En 1403 la revuelta de Owain Glyndŵr se convirtió en un movimiento nacional en Gales. Los partidarios de Owain se extendieron por el oeste y el sur. Recreando la marcha de Llywelyn el Grande en el oeste, Owain marchó por el valle del Tywi. Los asentamientos galeses se alzaban a su paso, y las mansiones y castillos ingleses se rendían o eran conquistados. Finalmente, consiguió ocupar Carmarthen, una de las principales fortalezas inglesas en el oeste. A continuación Owain dio la vuelta y atacó Glamorgan y Gwent.
El castillo Abergavenny en Gwent fue atacado y su ciudad amurallada incendiada. Owain continuó avanzando por el valle del río Usk hasta llegar a la costa, incendiando Usk y tomando los castillos de Cardiff y Newport. Los oficiales del rey informaron que los estudiantes galeses de la universidad de Oxford abandonaban sus estudios para unirse a Owain y los trabajadores y artesanos abandonaban sus oficios en Inglaterra para regresar a Gales en oleadas. Owain también atrajo apoyo de los soldados galeses estacionados en Francia y Escocia. Cientos de arqueros y soldados galeses abandonaron el ejército inglés para unirse a los rebeldes.
En el norte de Gales los partidarios de Owain lanzaron un segundo ataque contra el castillo de Caernarfon, en esta ocasión con apoyo francés. En respuesta, Henry de Monmouth, hijo de Enrique IV, atacó e incendió las propiedades de Owain en Glyndyfrdwy y Sychart. Henry Percy (que recibió el apodo de “Hotspur”, espuela caliente) que defendía una política de negociación y apaciguamiento, se pasó al bando de Owain y se rebeló en Cheshire, un bastión de los partidarios del derrocado Ricardo II, y desafió a su primo Enrique IV. Henry de Monmouth, que entonces sólo tenía 16 años, se dirigió al norte para enfrentarse a Henry Percy. El 21 de julio llegó a Shrewbury, justo antes que Percy, obligando a los rebeldes a acampar fuera de la ciudad. El hijo del rey atacó de inmediato, provocando la Batalla de Shrewsbury, para evitar que Henry Percy y los rebeldes se unieran al Conde de Northumberland, que también acudía a la ciudad. La batalla se prolongó durante todo el día y Henry de Monmouth resultó herido en la cara por una flecha, pero continuó luchando con sus hombres. Cuando se extendió la noticia de que Henry Percy había muerto, la resistencia de los rebeldes se derrumbó. Al terminar el día la rebelión de Percy había terminado. Más de 300 caballeros habían muerto y unos 20.000 hombres habían resultado muertos o heridos.
En 1404 Owain capturó y fortificó los castillos de Harlech y Aberystwyth. Ansioso de mostrarse como un gobernante capaz y serio, celebró cortes en Harlech y nombró a Gruffydd Young como canciller. Poco después también convocó su primer parlamento (o más propiamente un Cynulliad o asamblea) de todo Gales en Machynlleth, donde fue coronado Owain IV de Gales y anunció varias medidas de gobierno. Declaró su intención de crear un reino independiente de Gales con un parlamento y una iglesia galesa separados de Inglaterra. Ordenaría construir dos universidades nacionales (una en el sur y otra en el norte) y restablecería la ley tradicional de Hywel Dda. Varios eclesiásticos y destacados miembros de la sociedad galesa acudieron a su convocatoria. La resistencia inglesa fue reducida a unos pocos castillos aislados y ciudades amuralladas.

### El Contrato Tripartito y el Año de los Franceses
Owain Glyndŵr demostró su nueva posición negociando el “Contrato Tripartito” con del Conde de la Marca y el Conde de Northumberland. En el Contrato se acordaba dividir Inglaterra y Gales entre los tres. Gales se extendería hasta el río Severn y el río Mersey, anexionado la mayor parte de Cheshire, Shropshire y Herefordshire. Los Mortimer se quedarían con el sur y el oeste de Inglaterra y Thomas Percy, Conde De Worcester, se quedaría con el norte de Inglaterra. La mayoría de los historiadores consideran este “Contrato Tripartito” como una simple fantasía. Sin embargo, debe recordarse que a principios de 1404 la situación era muy favorable para Owain. Las comunidades inglesas en la frontera con Gales se encontraban debilitadas y estaban alcanzando acuerdos con los rebeldes galeses. Se rumoreaba que los antiguos aliados del rey Ricardo II enviaban dinero y armas a Gales y que los monjes cistercienses y franciscanos del país estaban recogiendo fondos y donaciones para apoyar la rebelión. Por otra parte, la rebelión de los partidarios de Ricardo II todavía era viable. De hecho, la rebelión iniciada por Percy no terminó completamente hasta 1408, cuando el Sheriff de Yorkshire derrotó al Conde de Northumberland en Bramham Moor. Independientemente de que el Contrato Tripartito fuera una fantasía o no, Owain estaba beneficiándose de la convulsa situación política.
En el frente internacional la situación también era favorable para Owain Glyndŵr. Owain envió a su canciller Gruffydd Young y a su cuñado John Hanmer a Francia para negociar un tratado. El resultado fue la promesa de ayuda para los rebeldes galeses. El efecto inmediato de estas negociaciones parece haber sido que un ejército combinado de galeses, franceses y bretones asediaron el castillo Kidwelly. Los galeses también contaron con el apoyo tibio de escoceses e irlandeses, que viajaron a Gales mediante una flota proporcionada por Francia. Los escoceses atacaron la península de Llyn en 1400 y 1401. En 1401 una escuadra bretona derrotó a los ingleses en el Canal de la Mancha y devastó Jersey, Guernsey y Plymouth, mientras los franceses desembarcaban en la isla de Wight. En 1404 una flota francesa incendió Dartmouth y devastó la costa de Devon.
1405 fue el “Año de los Franceses” en Gales. En el continente los ejércitos franceses invadieron Aquitania y de forma simultánea, en el oeste de Gales desembarcó un ejército francés de 2800 caballeros y soldados dirigidos por Jean de Rieux, un noble bretón y mariscal de Francia. Por desgracia no obtuvo suministro de agua potable y muchos de sus caballos de guerra murieron. Jean de Rieux se unió a Owain y juntos tomaron la ciudad de Haverfordwest, pero no consiguieron conquistar el castillo. A continuación siguieron avanzando, reconquistando Carmarthen y asediando Tenby. El ejército franco-galés atravesó el sur de Gales e invadió Inglaterra, avanzando por Herefordshire y Worcestershire. Se encontraron con el ejército inglés al oeste de Great Witly, a unos 10 km de Worcester. El ejército de Enrique IV se posicionó en Abberley Hill al sur mientras Owain situaba sus tropas en Woodbury Hill al norte. Los ejércitos permanecieron acampados sin decidirse a atacar durante ocho días y nunca llegaron a entrar en batalla. Por razones que nunca han sido claras, ambos bandos decidieron retirarse. Según la teoría principal la estrategia de Enrique IV consistió en resistir durante días intimidando al ejército galés, hasta que este último, necesitado de suministros, se vio obligado a retirarse a Gales.
Aunque durante el resto del año continuaron llegando más soldados franceses, ante la falta de resultados decisivos, y ante la necesidad de más tropas en el continente, el rey francés retiró sus tropas de Gales.

### El declive de la rebelión

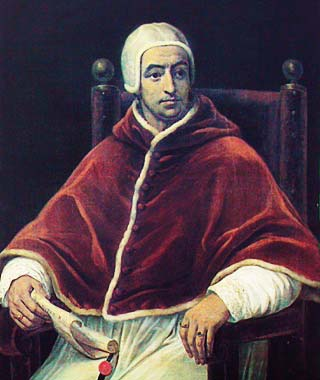
Benedicto XIII de Aviñón.

En el año 1406 la mayoría de las tropas francesas se habían retirado y en París, la corte del rey Carlos VI estaba dispuesta a firmar la paz con Inglaterra. Ni siquiera la carta de Owain al rey Carlos VI de Francia y al Papa Benedicto XIII de Aviñón, prometiendo cambiar la obediencia de la iglesia galesa de Roma a Aviñón, obtuvo resultados. Las alianzas internacionales de los rebeldes galeses retiraron sus apoyos.
Los rebeldes comenzaron a tener otros problemas. A principios de año los ejércitos de Owain fueron derrotados en Grosmont y Usk en la Batalla de Pwll Melyn. Aunque resulta difícil conocer las maniobras militares de esas batallas, parece que el príncipe Henry de Monmouth o posiblemente Sir John Talbot, consiguieron dañar significativamente a varios grupos incursores dirigidos por Rhys Ghetin (“Rhys el moreno”) y el hijo mayor de Owayn, Gruffydd Glyndŵr. El resultado de estas batallas no está claro pero parece que Rhys resultó muerto en Grosmoth y Gruffydd fue capturado en Usk. Gruffydd fue enviado a la Torre de Londres y murió seis años después en prisión. El rey Enrique IV empleó tácticas cada vez más brutales, decapitando a más de 300 prisioneros galeses ante el castillo de Usk. John ap Hywel, abad del monasterio cisterciense de Llantarnam fue asesinado en la batalla de Usk mientras administraba los sacramentos a los muertos y heridos de ambos bandos. Ese mismo año los ejércitos ingleses se apoderaron de la isla de Anglesey desde Irlanda, eliminado la resistencia galesa.
Al mismo tiempo, el joven príncipe Enrique impuso una táctica de bloqueo económico. Utilizando los castillos que permanecían bajo el control inglés comenzaron a reconquistar Gales impidiendo el comercio y la llegada de armas. En 1407 esta estrategia comenzó a surtir efecto. En marzo de 1000 hombres de Flintshiere se presentaron ante el juez del condado y aceptaron pagar una multa comunal por su apoyo a Owain Glyndŵr. Poco a poco la misma situación comenzó a repetirse por todo Gales. En julio el Conde de Arundel pacificó la zona alrededor de Oswestry y Clun, y uno por uno los señores locales comenzaron a rendirse. En verano, el castillo de Owain en Aberystwyth fue asediado y en otoño se rindió. En 1409 se rindió el castillo Harlech. Varios enviados galeses fueron enviados a Francia en busca de ayuda, pero no obtuvieron respuesta. Gruffydd Young intentó conseguir el apoyo de Escocia pero tampoco obtuvo resultados. Sir Edmund Mortimer murió en la batalla final y Margaret, la mujer de Owain, junto con sus dos hijas, y tres nietas fueron tomadas prisioneras y encarceladas en la Torre de Londres. Todas murieron en prisión antes de 1415.
Owain se convirtió en un proscrito. En 1410 Owain y sus seguidores intentaron una última incursión suicida en Shropshire, en la que muchos de los líderes rebeldes fueron capturados. Rhys Ddu (“Rhys el Negro”) de Cardigan fue capturado y ejecutado en Londres, junto con Philip Scudamore y Rhys ap Tudor. Sus cuerpos fueron despedazados y sus cabezas expuestas en público.
En 1412 Owain capturó y posteriormente liberó a Dafydd Gam (“David el Torcido”), un partidario galés del rey Enrique IV en una emboscada en Brecon. Sin embargo, fue la última victoria de la revuelta. También fue la última ocasión en que los enemigos de Owain lo vieron con vida. En 1414 surgieron rumores en Herefordshire de que Sir John Oldcastle, un líder lolardo, se estaba comunicando con Owain Glyndŵr. Los ingleses enviaron refuerzos a los principales castillos del norte y el sur de Gales. Bandidos y proscritos que habían participado en la rebelión permanecieron activos durante varios años en Snowdonia.
Enrique IV murió en 1413 y su hijo Enrique V comenzó a adoptar una política más conciliadora hacia los galeses. Se ofrecieron amnistías y perdones reales a los principales líderes de la revuelta y a otros oponentes al gobierno de Enrique IV. En un gesto simbólico, el cuerpo de Ricardo II fue enterrado en la Abadía de Westminster. En 1415 Enrique V ofreció el perdón real a Owain Glyndŵr, mientras se preparaba para la guerra con Francia. Existen evidencias de que Enrique V estaba negociando con Maredudd Glyndŵr, el hijo de Owain, pero no obtuvo resultado. En 1416 al propio Maredudd se le ofreció el perdón real, pero también lo rechazó, aunque lo aceptó finalmente 1421, sugiriendo que Owain finalmente había muerto.
Los Anales de Owain Glyndŵr tomados del manuscrito medieval “Panton MS. 22”, finalizan en el año 1422. En la última entrada sobre el rebelde galés se lee:
1415 – Owain [Glyndŵr] se ocultó en el Día de San Mateo en Harvest (21 de septiembre) y desde entonces se desconoce su paradero. Muchos afirman que ha muerto, pero algunos testigos afirman que no.

## Desaparición y legado

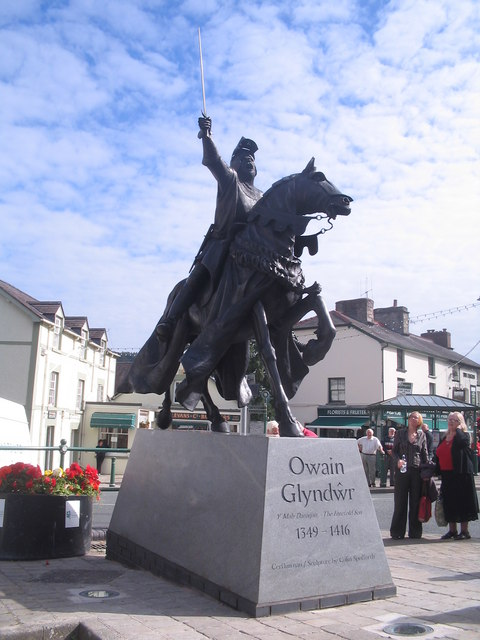
Estatua de Owain Glyndŵr en Corwen, Denbighshire.

No existen datos fiables sobre Owain a partir de 1412. A pesar de que se ofrecían enormes recompensas por su cabeza, nunca fue capturado ni traicionado. Rechazó las amnistías y perdones reales. Según tradición cuando murió fue enterrado en Sycharth o en las propiedades de los maridos de sus hijas –Kentchurch en el sur de Herefordshire o Monnington en el oeste de Herefordshire, irónicamente, ambas localizaciones en Inglaterra. La hija de Owain, Alys Glyndŵr, se había casado en secreto con Sir John Scudamore, el Sheriff de Herefordshire. De alguna forma consiguió sobrevivir a la rebelión y mantenerse en su puesto. También se rumoreó que al final Owain se había retirado a Kentchurch. En su libro The Mistery of Jack of Kent and the Fate of Owain Glyndŵr, Alex Gibbon afirman que el héroe local Jack de Kent, también conocido como Siôn Cent –emparentados con la familia Scudamore- era de hecho el propio Owain Glyndŵr. Gibbons señala varias semejanzas entre Siôn Cent y Glyndŵr (incluyendo su apariencia física, edad, educación, carácter) y afirma que Owain pasó sus últimos años en compañía de su hija Alys, haciendo pasar por un viejo fraile franciscano amigo de la familia. Muchos relatos y leyendas populares muestran a Owain disfrazándose para confundir a sus enemigos durante la rebelión.
Sir John Donne (fallecido en 1503) fue nieto de John Scudamore y Alys Glyndŵr. Fue un cortesano partidario de la Casa de York, diplomático y soldado, que a partir de 1485 ocupó un lugar en la corte de Enrique VII de Inglaterra. A través de la familia Donne muchas destacadas familias inglesas desciende de Owain Glyndŵr, incluyendo a la familia De Vere, condes de Oxford y la familia Cavendish, duques de Devonshire.
En el año 2006 Adrien Jones, presidente de la Sociedad Owain Glyndŵr dijo: Hace cuatro años visitamos a un descendiente directo de Glyndŵr [Sir John Scudamore]] en Kentchurch Court, cerca de Abergavenny. Nos llevó a Monnington Straddel, en Herefordshire, donde vivió Alice [Alys]], una de las hijas de Owain Glyndŵr. Nos dijo que [Owain] pasó allí sus últimos días y murió. Fue un secreto familiar durante 600 años e incluso la madre de Sir John, que murió poco antes de que la visitáramos, se negó a revelar el secreto. Incluso hay un túmulo en Monnington Straddel, donde se cree que fue enterrado.
A Owain Glyndŵr se le ha atribuido la paternidad de los siguientes hijos:
- Gruffydd ab Owain Glyndŵr
- Madog ab Owain Glyndŵr
- Maredudd ab Owain Glyndŵr
- Tomas ab Owain Glyndŵr
- Siôn ab Owain Glyndŵr
- Dafydd ab Owain Glyndŵr
- Ieuan ab Owain Glyndŵr
- Alys ferch Owain Glyndŵr
- Margaret ferch Owain Glyndŵr
- Isabel ferch Owain Glyndŵr
- Jonet ferch Owain Glyndŵr
- Catrin ferch Owain Glyndŵr
- Elizabeth ferch Owain Glyndŵr
- Gwenllian ferch Owain Glyndŵr
- Jane ferch Owain Glyndŵr

### Consecuencias de la rebelión de Gales
En 1415 el dominio inglés regresó a Gales. Los principales rebeldes estaban muertos, encarcelados o empobrecidos debido a enormes multas. Pocas familias o parroquias galesas no había sido afectadas por la rebelión de alguna forma. El coste en pérdidas humanas, destrucción física y vidas arruinadas fue enorme. Gales, que ya antes de la revuelta era una zona empobrecida de Inglaterra, resultó todavía más empobrecida por los saqueos de todos los bandos, el bloqueo económico y las multas comunales. Los testimonios de los viajeros de la época hablan de castillos en ruinas, como el de Montgomery, y abadías destruidas, como las de Strata Florida y Abeeycwmhir. Los mercados de muchas ciudades fueron abandonados y el comercio galés desapareció prácticamente. Las tierras de cultivo ahora eran yermos en barbecho sin nadie que las trabajara. En una fecha tan tardía como 1492 un oficial del rey de Glamorgan todavía culpa a la devastación producida por la revuelta por los escasos tributos recogidos ese año.
Muchas familias prominentes terminaron arruinadas. En 1411 John Hanmer declaró que la pobreza era la causa por la que no podía pagar las multas que le habían sido impuestas. Los Tudor perdieron sus dominios en Anglesey y el noroeste de Gales, y la familia parecía arruinada hasta que Maredudd, el tercer hijo de la familia, emigró a Londres en busca de nueva fortuna. El destacado Henry Dwn, que con franceses y bretones había asediado el castillo de Kidwelly en 1403 y 1404 aceptó el perdón del rey y una multa por rebelarse. Sin embargo, de alguna forma consiguió evitar el pago. Durante muchos años después de su rendición y a pesar de las prohibiciones oficiales, alojó a rebeldes huidos, impuso varias multas a los vasallos que no le habían apoyado, recorrió el país con su séquito e incluso conspiró para asesinar al juez del rey. Sin embargo, su nieto luchó junto al rey Enrique V en 1415 en la Batalla de Agincourt. Sin embargo, otros nobles no resultaron tan afortunados. Muchos seguidores de Owain terminaron exiliándose. Otros simplemente no encajaron en el nuevo orden. Henry Gwyn (“Henry el Blanco”) –heredero del señorío de Llansteffan- dejó Gales para siempre y murió al servicio del rey de Francia enfrentándose a sus antiguos camaradas en Agincourt. Gruffydd Young también terminó en el exilio. En 1415 se encontraba en París. Vivió otros 20 y fue nombrado primero Obispo de Ross, en Escocia y posteriormente de Hippo, en el Norte de África.

### Legado moderno
Fuera de Gales Owain Glyndŵr es recordado con el aspecto de su caricatura “Owen Glendower” en la obra de Shakespeare, Enrique IV, un excéntrico galés que afirma poder invocar a los espíritus de las profundidades, y posee ciertos elementos místicos. Owen Glendower es un hombre salvaje y exótico, un hombre gobernado por la magia y sus emociones en contraste con el lógico y pragmático Hotspur (Henry Percy).
Tras la muerte de Owain Glyndŵr hubo poca resistencia galesa al dominio inglés hasta que en el siglo XVI, la dinastía Tudor, de origen galés, permitió que muchos galeses ascendieran en la sociedad galesa. Estos nobles consideraban que la revuelta de Owain había sido una catástrofe para Gales. 
No fue hasta el siglo XIX que la reputación de Owain Glyndŵr fue revitalizada. El movimiento Cymru Fydd (Joven Gales) lo recreó como el padre del nacionalismo galés. El descubrimiento del Gran Sello de Owain y sus cartas a los francesas en la Bibliotheque Nationale de Francia ayudó a revisar su imagen histórica como un líder de importancia local. Durante la Primera Guerra Mundial, el primer ministro David Lloyd George, de origen galés, inauguró una estatua en su honor en el ayuntamiento de Cardiff, así como una postal en la que se mostraba a Owain en la Batalla de Mynyd Hyddgen. La memoria popular de Gales siempre lo ha mantenido en alta estima y casi cada parroquia galesa tiene sus propias leyendas o anécdotas locales sobre Owain.
Owain Glyndŵr se unió a la larga lista de los rebeldes que se resistieron al dominio inglés sobre las islas británicas, y ha sido recordado como un héroe nacional en Gales, junto con el rey Arturo y numerosos grupos han adoptado su simbolismo para defender la independencia o el nacionalismo en Gales. Por ejemplo, durante la década de 1980, un grupo que se hacía llamar Meibion Glyndŵr, reclamó la autoría de haber quemado varias casas de vacaciones inglesas en Gales. Sin embargo, quizás irónicamente, Owain Glyndŵr era en parte inglés. Según las leyendas galesas, si Gales vuelve a ser amenazado, se levantará de su lugar de descanso para defender su tierra, de una forma similar al rey Arturo. La creación de la Asamblea Nacional de Gales tras el referéndum de 1997 propició la celebración en todo Gales del 600 aniversario de la revuelta en el año 2000. Se emitieron varios sellos con su efigie, se le dedicaron calles, parques y plazas públicas por todo Gales. El estandarte personal de Owain –que combinaba los estandartes de Powys y Deheubarth- comenzó a extenderse por Gales, especialmente en los partidos de rugby contra los ingleses. Se ha iniciado una campaña para convertir el 16 de septiembre, el día en que Owain alzó su estandarte en rebeldía, como fiesta nacional en Gales. Un premio nacional de arte y literatura el Glyndŵr Award, fue creado en su honor. En el año 2007 The Manic Street Preachers, un grupo musical galés de música popular escribió la canción “1404” en honor de Owain Glyndŵr. Ese mismo año una estatua de Owain Glyndŵr a caballo fue colocada en la plaza de Corwen, para conmemorar su vida e influencia en la zona. Asimismo, existe una senda turística conocida como Glyndŵr's Way, que recorre Gales cerca de los lugares en los que vivió.

### Ancestros
|  |  |  |  |  |  | Bleddyn ap Cynfyn m.1075            | Bleddyn ap Cynfyn m.1075            | Bleddyn ap Cynfyn m.1075            | Bleddyn ap Cynfyn m.1075            | Bleddyn ap Cynfyn m.1075            | Bleddyn ap Cynfyn m.1075            |  |  |  |  |  |  | Rhys ap Tewdwr m. 1093                      | Rhys ap Tewdwr m. 1093                      | Rhys ap Tewdwr m. 1093                      | Rhys ap Tewdwr m. 1093                      | Rhys ap Tewdwr m. 1093                      | Rhys ap Tewdwr m. 1093                      |  |  |  |  |  |  |  |  |
|  |  |  |  |  |  | Bleddyn ap Cynfyn m.1075            | Bleddyn ap Cynfyn m.1075            | Bleddyn ap Cynfyn m.1075            | Bleddyn ap Cynfyn m.1075            | Bleddyn ap Cynfyn m.1075            | Bleddyn ap Cynfyn m.1075            |  |  |  |  |  |  | Rhys ap Tewdwr m. 1093                      | Rhys ap Tewdwr m. 1093                      | Rhys ap Tewdwr m. 1093                      | Rhys ap Tewdwr m. 1093                      | Rhys ap Tewdwr m. 1093                      | Rhys ap Tewdwr m. 1093                      |  |  |  |  |  |  |  |  |
|  |  |  |  |  |  | Maredudd ap Bleddyn m.1132          | Maredudd ap Bleddyn m.1132          | Maredudd ap Bleddyn m.1132          | Maredudd ap Bleddyn m.1132          | Maredudd ap Bleddyn m.1132          | Maredudd ap Bleddyn m.1132          |  |  |  |  |  |  | Gruffudd ap Rhys m. 1137                    | Gruffudd ap Rhys m. 1137                    | Gruffudd ap Rhys m. 1137                    | Gruffudd ap Rhys m. 1137                    | Gruffudd ap Rhys m. 1137                    | Gruffudd ap Rhys m. 1137                    |  |  |  |  |  |  |  |  |
|  |  |  |  |  |  | Maredudd ap Bleddyn m.1132          | Maredudd ap Bleddyn m.1132          | Maredudd ap Bleddyn m.1132          | Maredudd ap Bleddyn m.1132          | Maredudd ap Bleddyn m.1132          | Maredudd ap Bleddyn m.1132          |  |  |  |  |  |  | Gruffudd ap Rhys m. 1137                    | Gruffudd ap Rhys m. 1137                    | Gruffudd ap Rhys m. 1137                    | Gruffudd ap Rhys m. 1137                    | Gruffudd ap Rhys m. 1137                    | Gruffudd ap Rhys m. 1137                    |  |  |  |  |  |  |  |  |
|  |  |  |  |  |  | Madog ap Maredudd m.1160            | Madog ap Maredudd m.1160            | Madog ap Maredudd m.1160            | Madog ap Maredudd m.1160            | Madog ap Maredudd m.1160            | Madog ap Maredudd m.1160            |  |  |  |  |  |  | Rhys ap Gruffudd (Yr Arglwydd Rhys) m. 1197 | Rhys ap Gruffudd (Yr Arglwydd Rhys) m. 1197 | Rhys ap Gruffudd (Yr Arglwydd Rhys) m. 1197 | Rhys ap Gruffudd (Yr Arglwydd Rhys) m. 1197 | Rhys ap Gruffudd (Yr Arglwydd Rhys) m. 1197 | Rhys ap Gruffudd (Yr Arglwydd Rhys) m. 1197 |  |  |  |  |  |  |  |  |
|  |  |  |  |  |  | Madog ap Maredudd m.1160            | Madog ap Maredudd m.1160            | Madog ap Maredudd m.1160            | Madog ap Maredudd m.1160            | Madog ap Maredudd m.1160            | Madog ap Maredudd m.1160            |  |  |  |  |  |  | Rhys ap Gruffudd (Yr Arglwydd Rhys) m. 1197 | Rhys ap Gruffudd (Yr Arglwydd Rhys) m. 1197 | Rhys ap Gruffudd (Yr Arglwydd Rhys) m. 1197 | Rhys ap Gruffudd (Yr Arglwydd Rhys) m. 1197 | Rhys ap Gruffudd (Yr Arglwydd Rhys) m. 1197 | Rhys ap Gruffudd (Yr Arglwydd Rhys) m. 1197 |  |  |  |  |  |  |  |  |
|  |  |  |  |  |  | Gruffudd Maelor I m.1191            | Gruffudd Maelor I m.1191            | Gruffudd Maelor I m.1191            | Gruffudd Maelor I m.1191            | Gruffudd Maelor I m.1191            | Gruffudd Maelor I m.1191            |  |  |  |  |  |  | Gruffudd m. 1201                            | Gruffudd m. 1201                            | Gruffudd m. 1201                            | Gruffudd m. 1201                            | Gruffudd m. 1201                            | Gruffudd m. 1201                            |  |  |  |  |  |  |  |  |
|  |  |  |  |  |  | Gruffudd Maelor I m.1191            | Gruffudd Maelor I m.1191            | Gruffudd Maelor I m.1191            | Gruffudd Maelor I m.1191            | Gruffudd Maelor I m.1191            | Gruffudd Maelor I m.1191            |  |  |  |  |  |  | Gruffudd m. 1201                            | Gruffudd m. 1201                            | Gruffudd m. 1201                            | Gruffudd m. 1201                            | Gruffudd m. 1201                            | Gruffudd m. 1201                            |  |  |  |  |  |  |  |  |
|  |  |  |  |  |  | Madog ap Gruffudd Maelor m.1236     | Madog ap Gruffudd Maelor m.1236     | Madog ap Gruffudd Maelor m.1236     | Madog ap Gruffudd Maelor m.1236     | Madog ap Gruffudd Maelor m.1236     | Madog ap Gruffudd Maelor m.1236     |  |  |  |  |  |  | Owain m. 1235                               | Owain m. 1235                               | Owain m. 1235                               | Owain m. 1235                               | Owain m. 1235                               | Owain m. 1235                               |  |  |  |  |  |  |  |  |
|  |  |  |  |  |  | Madog ap Gruffudd Maelor m.1236     | Madog ap Gruffudd Maelor m.1236     | Madog ap Gruffudd Maelor m.1236     | Madog ap Gruffudd Maelor m.1236     | Madog ap Gruffudd Maelor m.1236     | Madog ap Gruffudd Maelor m.1236     |  |  |  |  |  |  | Owain m. 1235                               | Owain m. 1235                               | Owain m. 1235                               | Owain m. 1235                               | Owain m. 1235                               | Owain m. 1235                               |  |  |  |  |  |  |  |  |
|  |  |  |  |  |  | Gruffudd Maelor II m.1269           | Gruffudd Maelor II m.1269           | Gruffudd Maelor II m.1269           | Gruffudd Maelor II m.1269           | Gruffudd Maelor II m.1269           | Gruffudd Maelor II m.1269           |  |  |  |  |  |  | Maredydd ab Owain m. 1265                   | Maredydd ab Owain m. 1265                   | Maredydd ab Owain m. 1265                   | Maredydd ab Owain m. 1265                   | Maredydd ab Owain m. 1265                   | Maredydd ab Owain m. 1265                   |  |  |  |  |  |  |  |  |
|  |  |  |  |  |  | Gruffudd Maelor II m.1269           | Gruffudd Maelor II m.1269           | Gruffudd Maelor II m.1269           | Gruffudd Maelor II m.1269           | Gruffudd Maelor II m.1269           | Gruffudd Maelor II m.1269           |  |  |  |  |  |  | Maredydd ab Owain m. 1265                   | Maredydd ab Owain m. 1265                   | Maredydd ab Owain m. 1265                   | Maredydd ab Owain m. 1265                   | Maredydd ab Owain m. 1265                   | Maredydd ab Owain m. 1265                   |  |  |  |  |  |  |  |  |
|  |  |  |  |  |  | Gruffudd Fychan I m. 1289           | Gruffudd Fychan I m. 1289           | Gruffudd Fychan I m. 1289           | Gruffudd Fychan I m. 1289           | Gruffudd Fychan I m. 1289           | Gruffudd Fychan I m. 1289           |  |  |  |  |  |  | Owain m. 1275                               | Owain m. 1275                               | Owain m. 1275                               | Owain m. 1275                               | Owain m. 1275                               | Owain m. 1275                               |  |  |  |  |  |  |  |  |
|  |  |  |  |  |  | Gruffudd Fychan I m. 1289           | Gruffudd Fychan I m. 1289           | Gruffudd Fychan I m. 1289           | Gruffudd Fychan I m. 1289           | Gruffudd Fychan I m. 1289           | Gruffudd Fychan I m. 1289           |  |  |  |  |  |  | Owain m. 1275                               | Owain m. 1275                               | Owain m. 1275                               | Owain m. 1275                               | Owain m. 1275                               | Owain m. 1275                               |  |  |  |  |  |  |  |  |
|  |  |  |  |  |  | Madog Crypl c. 1275-1304            | Madog Crypl c. 1275-1304            | Madog Crypl c. 1275-1304            | Madog Crypl c. 1275-1304            | Madog Crypl c. 1275-1304            | Madog Crypl c. 1275-1304            |  |  |  |  |  |  | Llywelyn ab Owain m. 1308                   | Llywelyn ab Owain m. 1308                   | Llywelyn ab Owain m. 1308                   | Llywelyn ab Owain m. 1308                   | Llywelyn ab Owain m. 1308                   | Llywelyn ab Owain m. 1308                   |  |  |  |  |  |  |  |  |
|  |  |  |  |  |  | Madog Crypl c. 1275-1304            | Madog Crypl c. 1275-1304            | Madog Crypl c. 1275-1304            | Madog Crypl c. 1275-1304            | Madog Crypl c. 1275-1304            | Madog Crypl c. 1275-1304            |  |  |  |  |  |  | Llywelyn ab Owain m. 1308                   | Llywelyn ab Owain m. 1308                   | Llywelyn ab Owain m. 1308                   | Llywelyn ab Owain m. 1308                   | Llywelyn ab Owain m. 1308                   | Llywelyn ab Owain m. 1308                   |  |  |  |  |  |  |  |  |
|  |  |  |  |  |  | Gruffudd                            | Gruffudd                            | Gruffudd                            | Gruffudd                            | Gruffudd                            | Gruffudd                            |  |  |  |  |  |  | Tomos m. 1343                               | Tomos m. 1343                               | Tomos m. 1343                               | Tomos m. 1343                               | Tomos m. 1343                               | Tomos m. 1343                               |  |  |  |  |  |  |  |  |
|  |  |  |  |  |  | Gruffudd                            | Gruffudd                            | Gruffudd                            | Gruffudd                            | Gruffudd                            | Gruffudd                            |  |  |  |  |  |  | Tomos m. 1343                               | Tomos m. 1343                               | Tomos m. 1343                               | Tomos m. 1343                               | Tomos m. 1343                               | Tomos m. 1343                               |  |  |  |  |  |  |  |  |
|  |  |  |  |  |  | Gruffudd Fychan II m. antes de 1340 | Gruffudd Fychan II m. antes de 1340 | Gruffudd Fychan II m. antes de 1340 | Gruffudd Fychan II m. antes de 1340 | Gruffudd Fychan II m. antes de 1340 | Gruffudd Fychan II m. antes de 1340 |  |  |  |  |  |  | Elen                                        | Elen                                        | Elen                                        | Elen                                        | Elen                                        | Elen                                        |  |  |  |  |  |  |  |  |
|  |  |  |  |  |  | Gruffudd Fychan II m. antes de 1340 | Gruffudd Fychan II m. antes de 1340 | Gruffudd Fychan II m. antes de 1340 | Gruffudd Fychan II m. antes de 1340 | Gruffudd Fychan II m. antes de 1340 | Gruffudd Fychan II m. antes de 1340 |  |  |  |  |  |  | Elen                                        | Elen                                        | Elen                                        | Elen                                        | Elen                                        | Elen                                        |  |  |  |  |  |  |  |  |
|  |  |  |  |  |  |                                     |                                     |                                     |                                     |                                     |                                     |  |  |  |  |  |  |                                             |                                             |                                             |                                             |                                             |                                             |  |  |  |  |  |  |  |  |
|  |  |  |  |  |  |                                     |                                     |                                     |                                     |                                     |                                     |  |  |  |  |  |  |                                             |                                             |                                             |                                             |                                             |                                             |  |  |  |  |  |  |  |  |
|  |  |  |  |  |  |                                     |                                     |                                     |                                     | Owain Glyn Dŵr c. 1354-1414         |                                     |  |  |  |  |  |  |                                             |                                             |                                             |                                             |                                             |                                             |  |  |  |  |  |  |  |  |

## Ficción

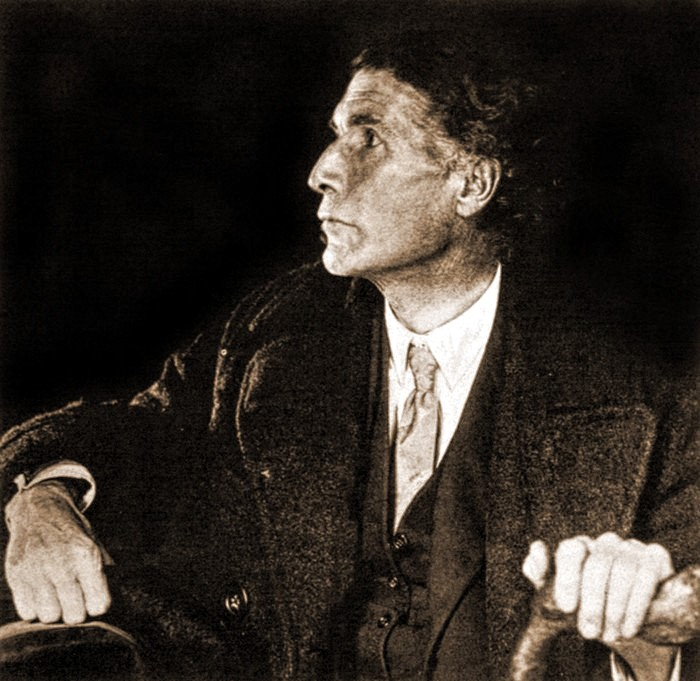
John Cowper Powys, creador de Owen Glendower (1941).

Así como en la obra de Shakespeare, Owain Glyndŵr ha aparecido en otras obras literarias y ha sido el protagonista de varias novelas históricas:
- John Cowper Powys: Owen Glendower (1941)
- Edith Pargeter: A Bloody Field by Shrewsbury (1972)
- Martha Rofheart: Cry 'God for Glendower (1973)
- Rosemary Hawley Jarman: Crown in Candlelight (1978)
- Edith Pargeter: A Bloody Field by Shrewsbury
- Malcolm Pryce: A Dragon to Agincourt - Y Lolfa ISBN 0-86243-684-2
- Rhiannon Ifans: Owain Glyndwr: Prince of Wales (2003)
- Rowland Williams: Owen Glendower: A Dramatic Biography and Other Poems (2008)
- T.I. Adams: The Dragon Wakes: A Novel of Wales and Owain Glyndwr (2012)
- Maggie Stiefvater: The Raven Boys (2012) and The Dream Thieves (2013)
- N. Gemini Sasson: Uneasy Lies the Crown: A Novel of Owain Glyndwr (2012)
- Terry Breverton: Owain Glyndwr: The Story of the Last Prince of Wales (2014)

En 1983 UK TV emitió la película Owain, Prince of Wales, dirigida por James Hill.
Para un estudio de las diversas formas en las que Owain Glyndŵr ha aparecido en la literatura galesa moderna, E. Wyn James escribió Glyndŵr a Gobaith y Genedl: Agweddau ar y Portread o Owain Glyndŵr yn Llenyddiaeth y Cyfnod Modern (Aberystwyth: Cymdeithas Lyfrau Ceredigion, 2007).
Glyndŵr apareció brevemente como un caballero pasado de la palabra y un fantasma que sirve a la Señora en Terry Brooks' Word/Void Trilogy. En los libros, es el antepasado de John Ross.
Glyndŵr apareció como un agente de Light en la novela de Susan Cooper, Silver on the Tree, en la secuencia de The Dark is Rising.